# 御茶屋御殿
御茶屋御殿（うちゃやうどぅん）は沖縄県那覇市首里崎山町にかつてあった琉球王府の迎賓館でかつ文化の殿堂。
識名の御殿（しちなぬうどぅん）とも呼ばれた識名園が首里城の風水上の南（方位の西）に位置している事から南苑（なんえん）とも呼ばれたのに対し、御茶屋御殿は首里城の風水上の東（方位の南）に位置していた事から東苑（とうえん）とも呼ばれた。
建設・造園は尚貞王代の1677年（康熙16年）～1682年（康熙21年）の間とされる。
1683年（康煕22年）に琉球を訪れた冊封使一行の接待の一部が御殿で執り行われた。正使の汪楫（おう しゅう）は著書『使琉球雑録』の中でこの付近を景勝の地と讃え、御殿を東苑（とうえん）と名付けている。
第二次世界大戦で園内の建造物は全て破壊された。激戦地だったために土地を購入する者がなくカトリック教会が敷地を購入。現在、跡地には、カトリック首里教会及び付属幼稚園が建っている。
2006年12月25日、那覇市議会の12月定例会において「御茶屋御殿の早期復元・整備を求める意見書」が議決された
。
2013年11月5日には参議院内閣委員会において秋野公造参議院議員が、世界遺産である首里城と一体的に用いられていた御茶屋御殿が昭和８年には沖縄の国宝第一候補であった経緯に触れて、沖縄文化の源流として世界遺産に推薦することの検討を求めている。
2016年、文化財登録に向けて那覇市は、登録の前提となる残された石垣の測量調査や図面の作成業務をする計画で、文化庁の補助金の活用を目指している。